# Miguel Ángel Gutiérrez
Miguel Gutiérrez (Lima, 19 de novembre de 1956) és un exfutbolista peruà de la dècada de 1980.
Fou internacional i va formar part de l'equip peruà a la Copa del Món de 1982.
Pel que fa a clubs, destacà defensant els colors de Sporting Cristal.